# 波田站
波田站（日语：／ Hata eki */?）是位於長野縣松本市波田鍋割，Alpico交通的上高地線車站。車站編號為AK-12。

## 歷史
- 1922年（大正11年）
  - 5月10日 - 筑摩鐵道開設波多站[1]。
  - 10月31日 - 公司名稱改為筑摩電氣鐵道。
- 1932年（昭和7年）12月2日 - 公司名稱改為松本電氣鐵道。
- 1956年（昭和31年）5月1日 - 車站改名為波田站[1]。
- 1960年代前，下行線路軌南邊設有數條引込線，當處設有日本通運的營業所。
- 2011年（平成23年）4月1日 - 公司名稱改為Alpico交通。

## 車站構造
車站是一座地面車站，設有1面2線島式月台。此站設有直營車站。每日有3對列車進行列車交會。車站大樓與月台之間設有站內平交道。

### 月台
| 月台 | 路線      | 上下行 | 方向                     |
| ---- | --------- | ------ | ------------------------ |
| 1    | ■上高地線 | 下行   | 新島島方向               |
| 2    | ■上高地線 | 上行   | 新村、信濃荒井、松本方向 |

## 使用狀況
根據「松本市統計書」，以下為1日平均乘車人次列表：
| 乘車人次變化 | 乘車人次變化 |
| 年度         | 1日平均人次  |
| ------------ | ------------ |
| 2009         | 504          |
| 2010         | 559          |
| 2011         | 560          |
| 2012         | 540          |
| 2013         | 575          |
| 2014         | 548          |
| 2015         | 555          |
| 2016         | 562          |
| 2017         | 548          |

## 車站周邊
車站大樓東邊設有一座名為「畑畑Land」的商業設施。該處設有Alpico集團旗下的超級市場「Appleland」波田店。後來該超市於2012年關閉後，於同年4月15日重新開幕。該處變為設有八十二銀行ATM、理髪店、投幣式洗衣機商店。而Appleland波田店遷移至舊商店東邊的大型建築物上，前往商店的顧客不會乘列車前往，而是使用私家車。該處為波田地區最大型的商店。車站前與對面設有大型停車場。
- 松本市政廳 波田分所（舊・波田町公所）[1]
- 松本市立醫院（日语：松本市立病院）
- 松本市立波田小學
- 松本市立波田中學（日语：松本市立波田中学校）
- JA松本Highland（日语：松本ハイランド農業協同組合）波田分所
- 長野銀行（日语：長野銀行）波田分店
- 松本信用金庫（日语：松本信用金庫）波田分店
- 情報文化中心
- 波田體育館
- DELiCiA波田店（舊Appleland波田店）
- 米利（日语：コメリ）Heart & Green波田店
- 國道158號

## 巴士路線
波田站巴士站
- 松本市西部地域社區巴士（截至2013年10月[2]）
  - C線（梓川、波田線）：倭公園前→梓川分所→八景山公民館→波田站、（i city 21（日语：アイシティ21）～松本市立醫院（日语：松本市立病院）～）波田站～梓川分所～新村站
  - D線（今井、村井線）：（波田站～山形村公所～i city 21（日语：アイシティ21）～）山形村公所～松本機場入口～巾下～笹賀出張所南～山彥Dome（日语：松本平広域公園）～流通團地南（日语：松本流通業務団地）～村井站（～AEON Town（日语：イオンタウン松本村井）～松本醫院（日语：独立行政法人国立病院機構まつもと医療センター））
  - E線（平田、波田線）：松本市立醫院（日语：松本市立病院）～波田站～（i city 21～）神林出張所（日语：神林 (松本市)）～二子團地（日语：笹賀 (松本市)）～平田站～Tsuruya 平田店

## 相鄰車站
Alpico交通
上高地線
下島（AK-11）－波田（AK-12）－渕東（AK-13）

## 注腳
1. 1 2 3 4 5  信濃毎日新聞社出版部. . 信濃毎日新聞社. 2011-07-24: 317. ISBN 9784784071647 （日语）.
2. ↑  西部地域コミュニティーバス （页面存档备份，存于）（日語）